# Джордж М. Сантанджело
Джордж М. Сантанджело — американський геномік і дослідник даних, директор Управління аналізу портфоліо в Національному інституті здоров'я.

## Освіта і кар'єра
Сантанджело здобув ступінь бакалавра в Університеті Пенсільванії, а ступінь доктора філософії  в Єльському університеті. У 2011 році він був призначений директором нещодавно створеного відділу аналізу портфоліо в Національному інституті здоров'я. Сантанджело керує командою аналітиків, спеціалістів з обробки даних і розробників програмного забезпечення, щоб забезпечити прийняття рішень на основі даних.

## Окремі роботи
- Hoppe, Travis; Litovitz, Aviva; Willis, Kristine; Meseroll, Rebecca; Perkins, Matthew; Hutchins, B. Ian; Davis, Alison; Lauer, Michael; Valantine, Hannah; Anderson, James; Santangelo, George (9 жовтня 2019). Topic choice contributes to the lower rate of NIH awards to African-American/black scientists. Science Advances. 5 (10): eaaw7238. Bibcode:2019SciA....5.7238H. doi:10.1126/sciadv.aaw7238. PMC 6785250. PMID 31633016.
- Menon, B. B.; Sarma, N. J.; Pasula, S.; Deminoff, S. J.; Willis, K. A.; Barbara, K. E.; Andrews, B.; Santangelo, G. M. (April 2005). Reverse recruitment: The Nup84 nuclear pore subcomplex mediates Rap1/Gcr1/Gcr2 transcriptional activation. Proceedings of the National Academy of Sciences (англ.). 102 (16): 5749—5754. Bibcode:2005PNAS..102.5749M. doi:10.1073/pnas.0501768102. ISSN 0027-8424. PMC 556015. PMID 15817685.
- Santangelo, G. M. (March 2006). Glucose Signaling in Saccharomyces cerevisiae. Microbiology and Molecular Biology Reviews (англ.). 70 (1): 253—282. doi:10.1128/MMBR.70.1.253-282.2006. ISSN 1092-2172. PMC 1393250. PMID 16524925.
- Hutchins, B. Ian; Yuan, Xin; Anderson, James M.; Santangelo, George M. (September 2016). Vaux, David L (ред.). Relative Citation Ratio (RCR): A New Metric That Uses Citation Rates to Measure Influence at the Article Level. PLOS Biology (англ.). 14 (9): e1002541. doi:10.1371/journal.pbio.1002541. ISSN 1545-7885. PMC 5012559. PMID 27599104.